# Абдуллин, Александр Рафкатович
Алекса́ндр Рафка́тович Абду́ллин (укр. Олександр Рафкатович Абдуллін; род. 29 июня 1962, Киев, УССР) — украинский политик и народный депутат Украины.

## Образование
В 1989 году окончил факультет журналистики Киевского государственного университета имени Тараса Григорьевича Шевченко.

## Карьера
Ещё учась в университете, Абдуллин начал трудовую деятельность. Впрочем, неофициально он на работу устроился гораздо раньше. Как сообщают некоторые СМИ, в 1979 году Абдуллин пошёл работать на киевский завод «Точэлектроприбор» токарем. После чего с 1981 по 1983 год последовала двухлетняя служба в советской армии. И уже с 1985 по 1987 год работал корреспондентом газеты News from Ukraine, после чего последовал резкий карьерный взлёт и до 1992 году Абдуллин занимал должность корреспондента; коммерческого директора «Рабочей газеты».
С 1992 по 1993 год работал директором компании «Интертрейд». Затем на протяжении двух лет до 1995 года был вице-президентом корпорации «Республика».
В 1995—1998 годах — президент ЗАО «Интергаз».
В 1998 году Абдуллин становится народным депутатом, пройдя по Киевскому избирательному округу № 97. С тех пор не покидает украинский парламент.
В 2002 году прошёл по избирательному округу № 156 Ровненской области. За время пребывания в парламенте побывал в рядах «Единой Украины», «Европейского выбора», СДПУ(о). Член партии Всеукраинское объединение «Батькивщина» с 2005 года. В 2006 и 2007 годах прошёл по спискам БЮТ. На данный момент является членом парламентского Комитета по вопросам свободы слова и информации и заместителем председателя фракции.
С 12 декабря 2012 года — народный депутат Украины VII созыва от партии Всеукраинское объединение «Батькивщина» (№ 28 в списке). Член Комитета по вопросам свободы слова и информации.
25 декабря 2018 года был включён в список лиц, в отношении которых Россия ввела санкции.

## Другое
- Владеет английским и французским языками.

## Семья
Мать – Тамара Семёновна.
Жена Татьяна (1962, в девичестве Дикунова) — дизайнер строительной компании. Дочери Евгения (1988, приёмная), Александра (1991, родная).

## Награды и звания
Ликвидатор аварии на Чернобыльской АЭС. Заслуженный журналист Украины. Награждён орденами «За заслуги» II и III степеней, орденом Святого Равноапостольного князя Владимира II, I степеней (УПЦ КП, УПЦ МП). Имеет почётную грамоту Папы Римского Иоанна Павла II. Лауреат премии Союза журналистов Украины «Независимость» в номинации «Журналист-политик», которая включает в себя законодательную деятельность в Верховной Раде, работу с прессой как журналиста, причастность к разработке и финансированию специальных программ поддержки прессы, ветеранов и малоимущих.